# Ной-Гюльце
Ной-Гюльце (нім. Neu Gülze) — громада в Німеччині, розташована в землі Мекленбург-Передня Померанія. Входить до складу району Людвігслуст-Пархім. Складова частина об'єднання громад Бойценбург-Ланд.
Площа — 12,97 км2. Населення становить 769 ос. (станом на 31 грудня 2020).

## Галерея

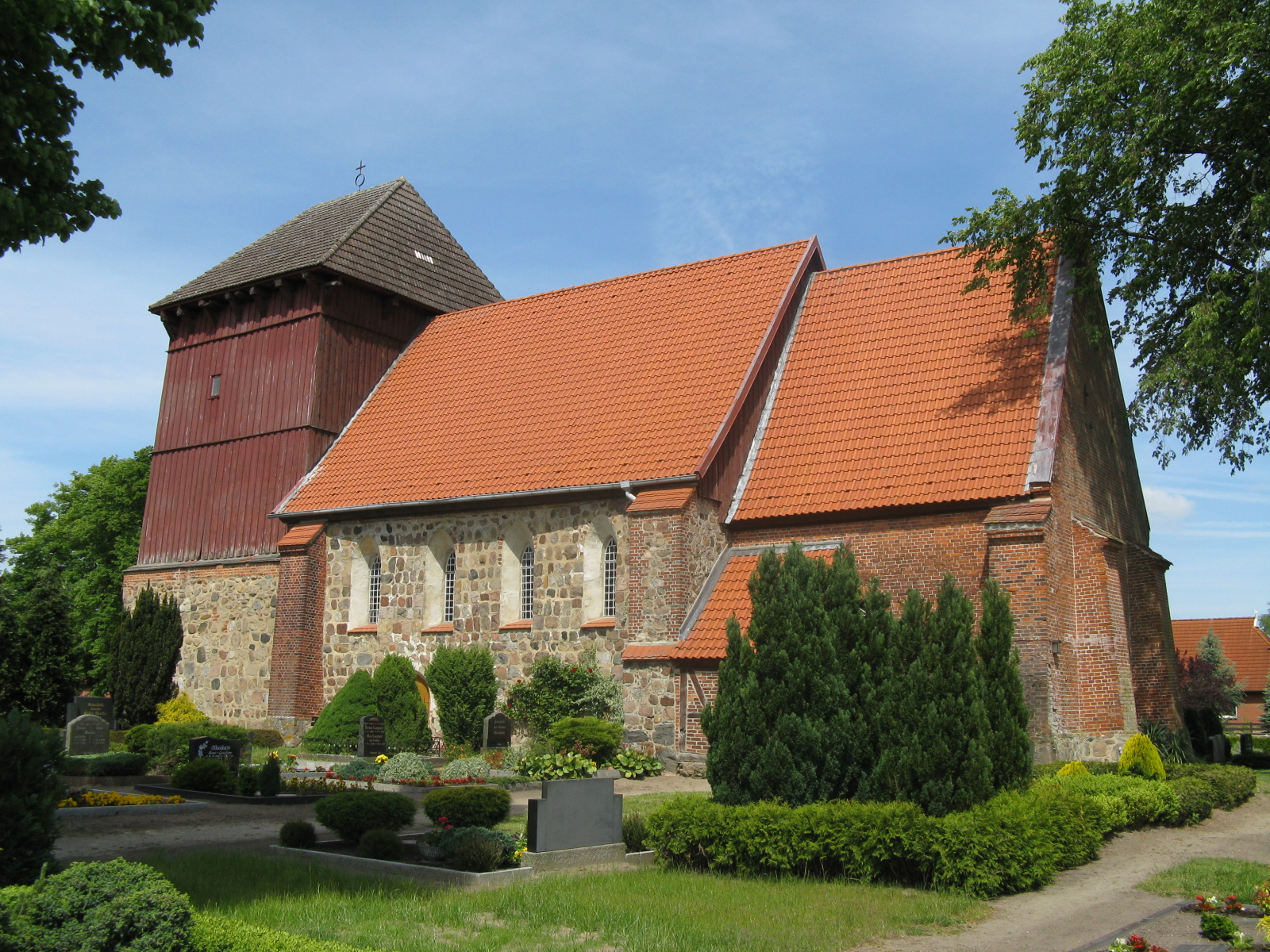
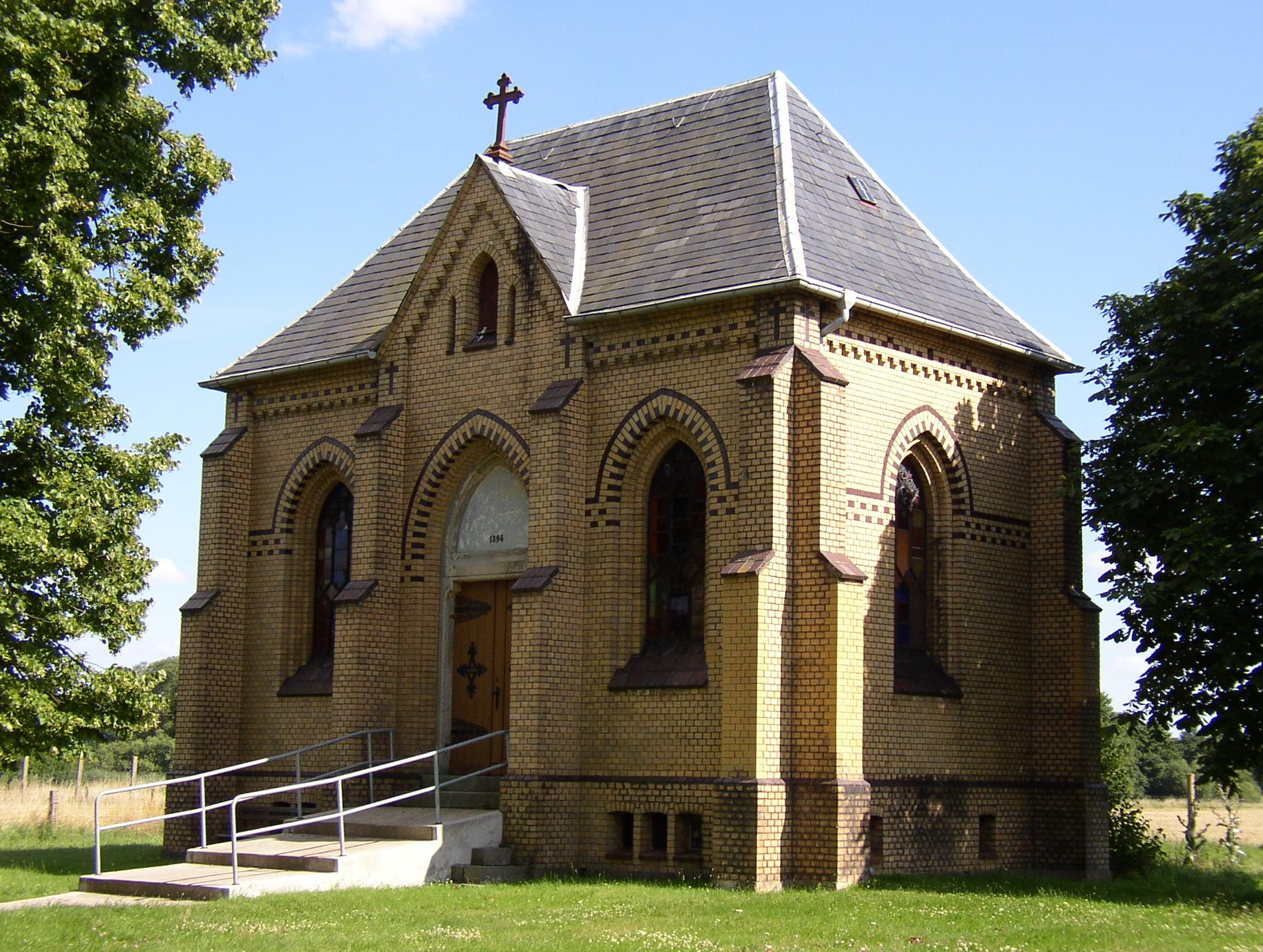
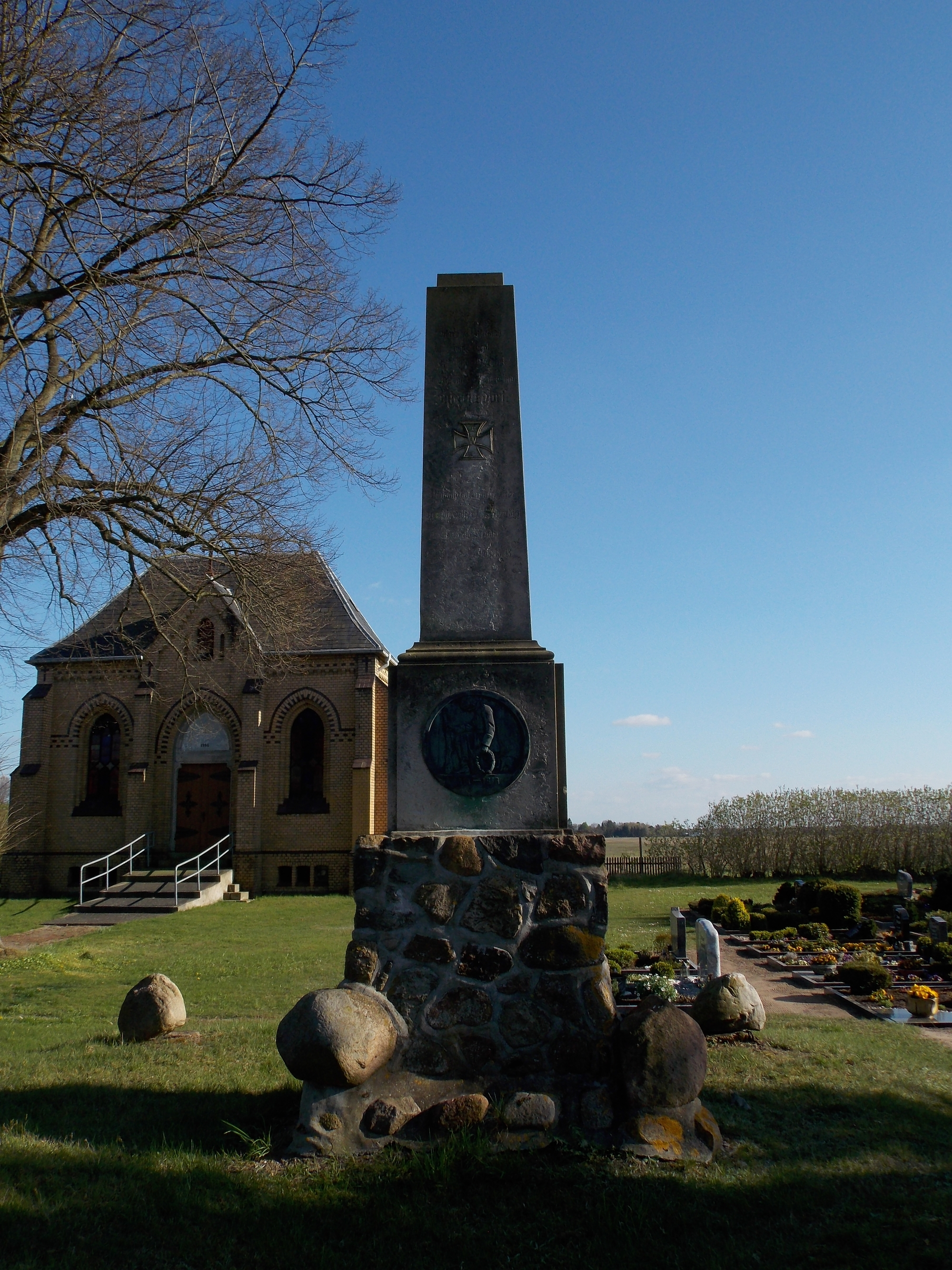